# Torreblacos
Torreblacos és un municipi de la província de Sòria a la comunitat autònoma de Castella i Lleó.